# رالف تايلور (نبال)
رالف تايلور (بالإنجليزية: Ralph Taylor)‏ هو نبال أمريكي، ولد في 26 يناير 1874، وتوفي في 23 فبراير 1958 في كولومبوس في الولايات المتحدة.

## وصلات خارجية
- رالف تايلور على موقع أوليمبيديا (الإنجليزية)